# Пейл, Кес
Кес Пейл (нидерл. Kees Pijl; 9 июня 1897, Остерхаут, Северный Брабант — 3 сентября 1976, Роттердам, Южная Голландия) — нидерландский футболист, нападающий.

## Биография

### Клубная карьера
Корнелис Алиданис Пейл более известный как Кес Пейл в начале двадцатых годов являлся одним из лучших нападающих Нидерландов. Кес начал свою футбольную карьеру в 1916 году в молодёжном составе клуба «Фейеноорд». Спустя пять лет в возрасте 24 лет Пейл стал игроком основного состава «Фейеноорда», а спустя три года в 1924 году Пейл выиграл свой первый титул чемпиона Нидерландов.
В 1928 году Пейл стал двукратным чемпионом Нидерландов, а спустя два года выиграл кубок Нидерландов. Более два десятилетия Пейл был одним из лучшим нападающим в чемпионате Нидерландов, с 1921 по 1939 год Кес провёл за «Фейеноорд» 203 матча и забил 179 мячей, этот результат является вторым в клубе, а первым рекордсменом «Фейеноорда» является Яп Барендрегт, который забил 196 мячей в 238 матчах.

### Карьера в сборной
В национальной сборной Нидерландов Пейл дебютировал 23 марта 1924 года в матче против сборной Бельгии, в своём первом же матче Кес отметился забитым мячом, который помог его сборной сыграть с бельгийцами вничью 1:1. Спустя два месяца Пейл в составе олимпийской сборной Нидерландов принимал участие на Олимпийских играх в Париже.
В первом матче турнира нидерландцы со счётом 6:0 обыграли сборную Румынии, а Кес отметился четырьмя забитыми мячами. Пейл не смог принять участие в следующем матче, однако принял участие уже в матче полуфинала олимпийских игр против сборной Уругвая. Пейл открыл счёт в матче на 32-й минуте матча, но во втором тайме уругвайцы благодаря голам Педро Сеа и Эктора Скароне смогли победить со счётом 2:1.
В матче за третье место, в котором Нидерланды поиграли сборной Швеции со счётом 3:1, Пейл не принимал участие, он был запасным игроком. В списке бомбардиров турнира Кес занял четвёртое место вместе с игроком сборной Швейцарии Паоло Штурценеггером, который также забил на турнире пять мячей. Всего в составе сборной Кес провёл 8 матчей и забил 7 мячей. Свою последнюю игру за сборную Пейл провёл 2 мая 1926 года в матче против сборной Бельгии, завершившийся разгромом Нидерландов со счётом 5:1.

### Тренерская карьера
После окончания игровой карьеры Кес в 1942 году возглавил свой бывший клуб «Фейеноорд», предыдущем главным тренером клуба был Кес ван Дейке, руководивший клуб с 1941 по 1942 год. Кес в течение четырёх лет был главным тренером «Фейеноорда», но за это время так и не смог выиграть ни одного турнира. В 1946 году Пейла сменил на тренерском мостике другой бывший нападающий «Фейеноорда» Адриан Конингс.

## Статистика

### Матчи Пейла за сборную Нидерландов
| Матчи Пейла за сборную Нидерландов | Матчи Пейла за сборную Нидерландов | Матчи Пейла за сборную Нидерландов | Матчи Пейла за сборную Нидерландов | Матчи Пейла за сборную Нидерландов | Матчи Пейла за сборную Нидерландов |
| ---------------------------------- | ---------------------------------- | ---------------------------------- | ---------------------------------- | ---------------------------------- | ---------------------------------- |
| №                                  | Дата                               | Соперник                           | Счёт                               | Голы Пейла                         | Соревнование                       |
| 1                                  | 23 марта 1924                      | Бельгия                            | 1:1                                | 1                                  | Товарищеский матч                  |
| 2                                  | 21 апреля 1924                     | Германия                           | 0:1                                | —                                  | Товарищеский матч                  |
| 3                                  | 27 апреля 1924                     | Бельгия                            | 1:1                                | —                                  | Кубок Ванден Абеле 1924            |
| 4                                  | 27 мая 1924                        | Румыния                            | 6:0                                | 4                                  | Олимпийские игры 1924              |
| 5                                  | 6 июня 1924                        | Уругвай                            | 1:2                                | 1                                  | Олимпийские игры 1924              |
| 6                                  | 2 ноября 1924                      | ЮАР                                | 2:1                                | —                                  | Товарищеский матч                  |
| 7                                  | 28 марта 1926                      | Швейцария                          | 5:0                                | 1                                  | Товарищеский матч                  |
| 8                                  | 2 мая 1926                         | Бельгия                            | 1:5                                | —                                  | Товарищеский матч                  |

Итого: 8 матчей / 7 голов; 3 победы, 2 ничьи, 3 поражения.

## Достижения
- Чемпион Нидерландов: 1924, 1928
- Обладатель кубка Нидерландов: 1930